# Бугайчик амурський
Буга́йчик амурський (Ixobrychus eurhythmus) — вид птахів родини чаплевих (Ardeidae).

## Поширення
Птах гніздиться в Китаї, Кореї, Далекому Сході Росії та Японії. Зимує в Індонезії, Філіппінах, Сінгапурі та Лаосі, мігруючи через решту Південно-Східної Азії. Середовище існування — очеретяні зарості.

## Опис
Невелика чапля, завдовжки від 33 до 38 см, з короткою шиєю, досить довгим дзьобом і жовтими ногами. Самець однорідно-каштановий на спині та бежевий на нижній стороні та криючих крилах. Самиці та молоді особини каштанового кольору з білими цятками зверху та білими смугами знизу. У польоті видно чорні хвіст і махові пера.